# Djävulsfotroten
Djävulsfotroten (engelska: The Adventure of the Devil's Foot) är en av Sir Arthur Conan Doyles 56 noveller om detektiven Sherlock Holmes. Novellen publicerades första gången 1910. Doyle själv rankade novellen som den nionde bästa av hans favoritnoveller om Holmes. Novellen återfinns i novellsamlingen His Last Bow.

## Handling
Det är 1897. Holmes och Doktor Watson är i Cornwall på grund av Holmes sviktande hälsa. De är där på semester för att han ska vila upp sig. 
Emellertid avbryts semestern på ett bisarrt sätt. Mister Mortimer Tregennis och den lokale kyrkoherden kommer för att berätta att Mister Tregennis två bröder blivit galna och hans syster avlidit. Mister Tregennis hade spelat kort med dem kvällen före och då han lämnade dem var allt bra. När han återkom på morgonen var bröderna galna och systern död. Holmes börjar utreda vad som kan ha hänt.

## Filmatisering
Novellen har bland annat filmatiserats 1988 med Jeremy Brett i huvudrollen.